# 日本・バングラデシュ経済連携協定
日本・バングラデシュ経済連携協定（にほん・バングラデシュけいざいれんけいきょうてい、英語: Agreement between Japan and Bangladesh for an Economic Partnership）とは、日本とバングラデシュとの間で交渉中の経済連携協定である。2023年に交渉に向けた共同研究が行われ、2024年に交渉が開始された。

## 署名・発効までの経緯
2022年12月12日、日本政府は、バングラデシュ政府との間で、「あり得べき日・バングラデシュ経済連携協定（EPA）に関する共同研究」を立ち上げることで一致した、と発表した。
この背景のひとつに、バングラデシュが2026年11月24日に後発開発途上国から卒業し、日本がバングラデシュに適用している特別特恵関税（ＬＤＣ特恵）の適用を受けられなくことがある。特別特恵関税の場合、ほぼ全ての品目に対して無税が適用されるが、一般の特恵関税ではバングラデシュの主要輸出品（縫製品、ニット製品、革・革製品、靴・帽子、革製品等の多くは例外品目であったり一部減税であることがある。
2023年4月10日及び12日に、東京においてハイブリッド形式により、あり得べき日・バングラデシュ経済連携協定共同研究第1回会合が開催された。
2023年7月25日及び26日に、ダッカにおいてハイブリッド形式により、あり得べき日・バングラデシュ経済連携協定共同研究第2回会合が開催された。
2023年9月21日に、東京においてハイブリッド形式により、あり得べき日・バングラデシュ経済連携協定共同研究第3回会合が開催された。
2023年12月27日に、あり得べき日・バングラデシュ経済連携協定に関する共同研究に関する共同研究報告書の発表がされ、両国間のEPA締結のための交渉を開始することを提言した。
2024年3月12日、日・バングラデシュ経済連携協定の交渉開始が発表された。
2024年5月19日から23日までバングラデシュのダッカにおいて、日・バングラデシュ経済連携協定交渉の第1回会合が開催され、日本とバングラデシュのEPA交渉が開始された。
第2回会合の開催については、7⽉以降バングラデシュ国内情勢が変動したことに伴い、未定とされていたが、2024年11月10日から14日までバングラデシュのダッカにおいて、日・バングラデシュ経済連携協定交渉の第2回会合が開催され、今後の交渉の取り進め方や、物品貿易、原産地規則、税関手続及び貿易円滑化、投資、知的財産等の各分野について、活発な議論が行われた。。
2024年12月19日から20日まで、東京において、日・バングラデシュ経済連携協定交渉の第3回会合がハイブリッド形式にて開催された。
2025年2月2日から6日まで、バングラデシュのダッカにおいて、日・バングラデシュ経済連携協定交渉の第4回会合がハイブリッド形式にて開催された。
2025年4月20日から26日まで、東京において、日・バングラデシュ経済連携協定交渉の第5回会合がハイブリッド形式にて開催された。
2025年6月21日から26日まで、バングラデシュのダッカにおいて、日・バングラデシュ経済連携協定交渉の第回会合がハイブリッド形式にて開催された。